# Granuloma anulare
Granuloma anulare  is een vrij onschuldige huidziekte met nog onbekende oorzaak en soms vrij langdurig beloop.

## Symptomen
De patiënt merkt huidkleurige zwellingen op, meestal op de strekzijde van handen of onderarmen, soms ook op de romp of de voeten; ze zijn weleens iets roze verkleurd en jeuken over het algemeen niet. De huid is wat verdikt, er is geen schilfering en de afwijking breidt zich ringvormig vanuit het centrum uit met centrale genezing. Soms ontstaan er enkele zulke ringen van knobbeltjes van 1-5 mm doorsnee en 0,5 - 1 mm verheven boven het oppervlak van de huid. Na een aantal maanden tot een jaar of twee dooft het meestal weer uit. Vooral bij kinderen komt een vorm voor die wat dieper lijkt te ontstaan, en uitgaat van of althans dicht ligt bij het periost van de beenderen in handen en voeten.

## Oorzaak
De oorzaak is nog onbekend. Bij histologisch onderzoek lijkt er een chronische ontsteking te bestaan. Het ontstaan en beloop zouden kunnen passen bij een infectie maar een veroorzakend organisme is nog nooit aangetoond. De ziekte is niet besmettelijk. Het komt iets vaker voor bij mensen met suikerziekte, en twee keer zo vaak bij vrouwen als bij mannen. Van de volwassen patiënten is 2/3 onder de 30; bij kinderen is de gemiddelde aanvangsleeftijd vier jaar.

## Lijkt soms op
- Erythema chronicum migrans: ook een ringvormige uitbreiding, soms ook zwelling in de buitenste rand. Maar erythema migrans is vaak gerelateerd aan tekenbeet; granuloma anulare heeft vaak meer zwelling.
- Schimmelinfecties hebben veel meer schilfering, en minder zwelling.
- Huidontsteking met atypische mycobacteriën, zoals kunnen voorkomen in een aquarium of bij koeien.
- Necrobiosis lipoidica: een soortgelijke aandoening, vooral bij suikerziekte, maar dieper in de huid gelegen.
- Verrucae planae (platte wratten): Dit zijn kleine huidkleurige papeltjes, die vaak voorkomen in het gezicht of op de handrug.

## Diagnose
Wordt duidelijk bij histologisch onderzoek. In de lederhuid zijn granulomen gelegen om het bindweefsel. Vaak is geen biopt nodig is om de diagnose met voldoende zekerheid te kunnen stellen.

## Behandeling
Er is nog geen behandeling voor deze aandoening. Het verdwijnt meestal zonder restverschijnselen vanzelf. Soms blijft de genezen huid er een beetje anders uitzien.